# Меріпіліус
Мерипілус, меріпілус (Meripilus) — рід грибів родини Meripilaceae. Назва вперше опублікована 1882 року.

## Поширення та середовище існування
В Україні зростає мерипілус гігантський Meripilus giganteus.
Мерипілус є сапротрофним грибом, що росте на мертвій, напів розкладеній деревині. Зустрічається на пнях, на землі, на коренях біля основи листяних і хвойних дерев, спричиняючи білу гниль.

## Гелерея

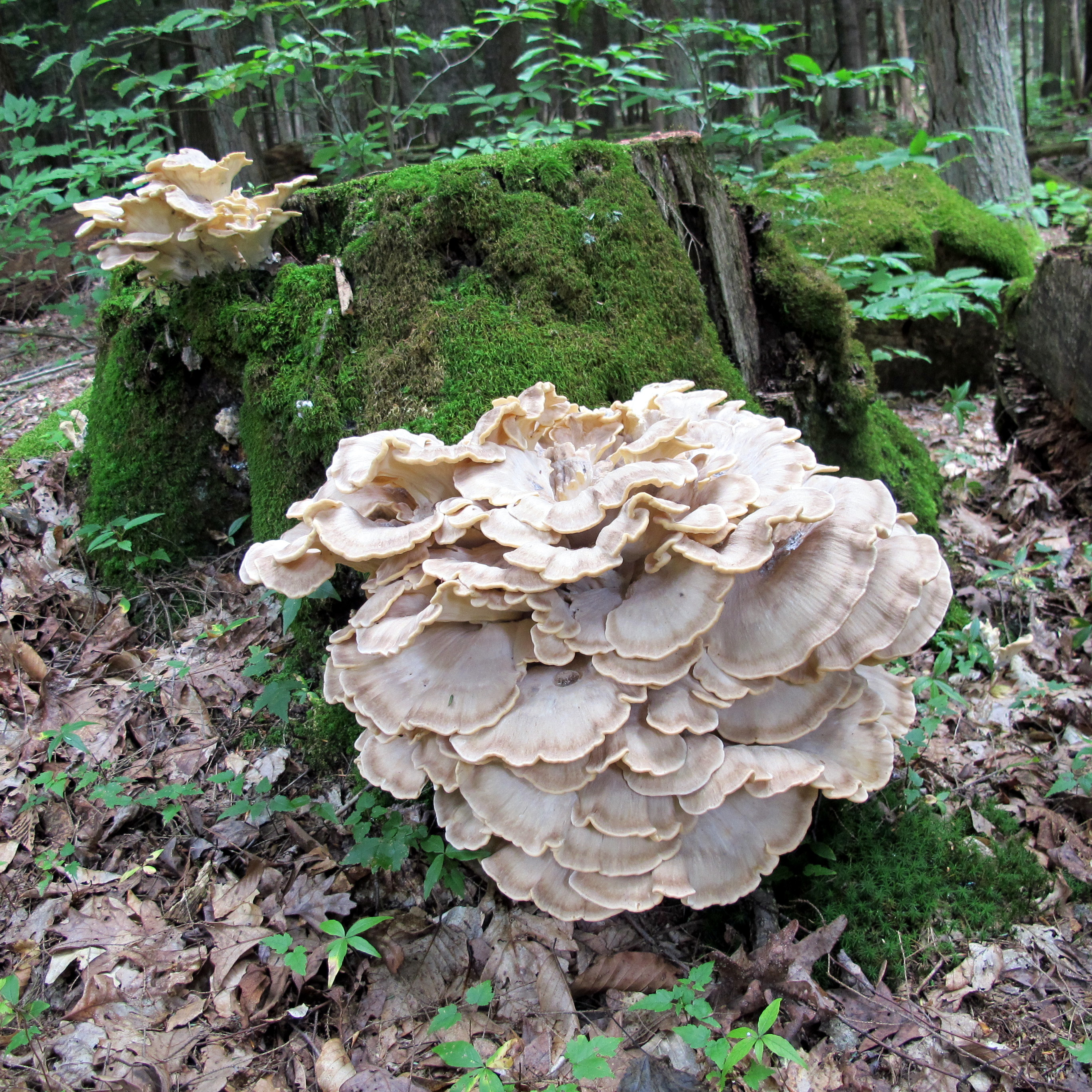
Meripilus sumstinei
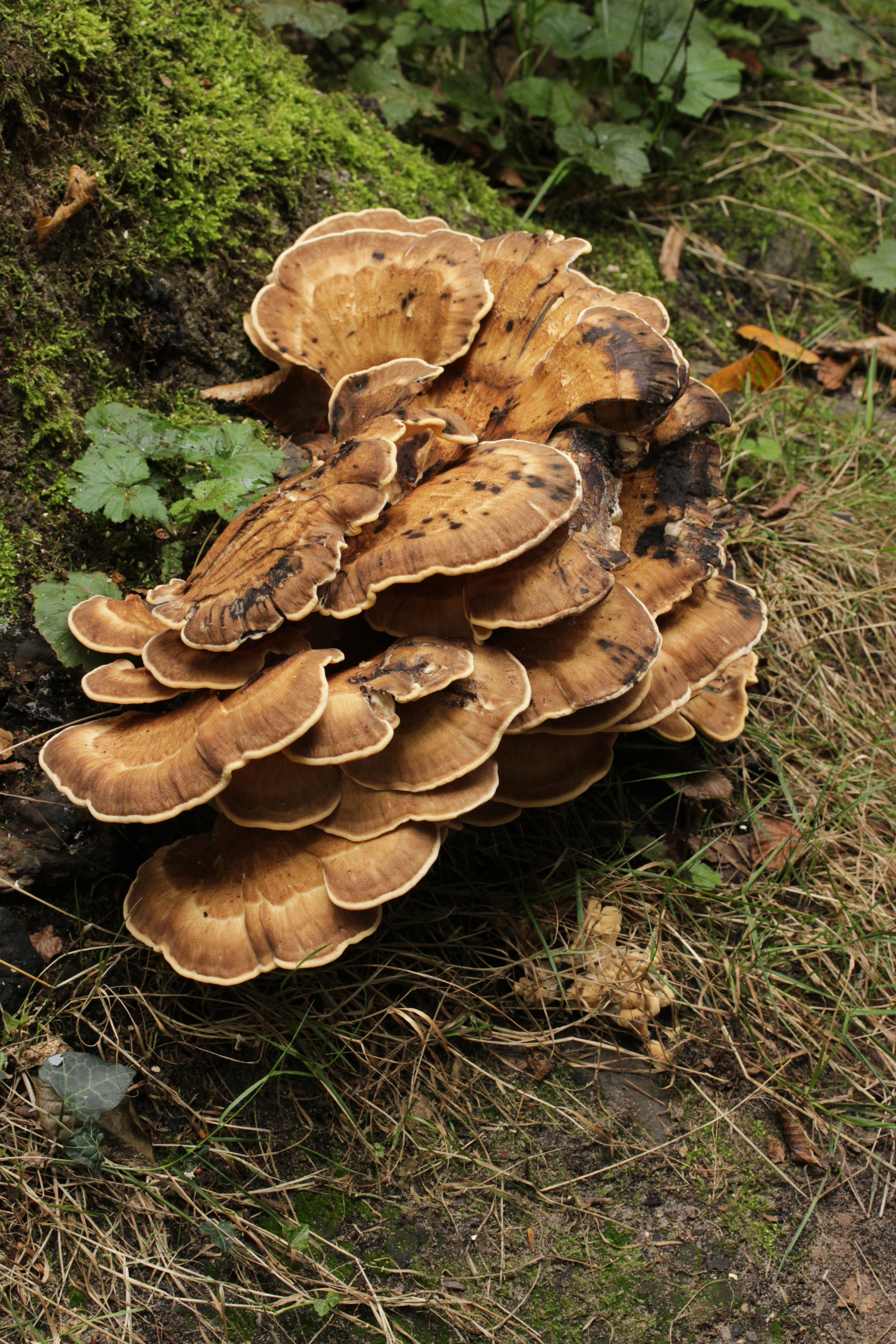
Meripilus giganteus